# Casina
Casina (La Caṡîna /la.kaˈziːna/ in reggiano montanaro, La Caṡèina o Caṡèina in dialetto reggiano) è un comune italiano di 4 587 abitanti della provincia di Reggio Emilia in Emilia-Romagna. Il territorio comunale fa parte dell'Unione Montana dell'Appennino reggiano.

## Geografia fisica

### Territorio
Il territorio comunale è interamente situato in montagna. Le due valli principali sono quella del torrente Crostolo, che interessa il territorio a est, e quella del torrente Tassobbio, che invece occupa tutta la parte occidentale. Tra i rilievi più alti, si possono elencare il monte Barazzone (735 m) e il monte Pulce (739 m).

### Clima
Secondo la stazione meteorologica di Casina la zona climatica del comune è la E.

## Storia

### Storia precomunale
Reperti trovati nel territorio certificano la presenza di insediamenti umani fin dall'età del bronzo.
Sono stati scoperti due villaggi principali: il primo è venuto alla luce nel 1872 grazie ai lavori di Gaetano Chierici; si tratta di un villaggio terramaricolo e si trova in cima al monte Venera, in località Ariolo. Il secondo, invece, si trova vicino alla frazione di Cortogno ed è chiamato "il Villaggio del Faieto".
In epoca preromana il territorio fu occupato prima dai Liguri, mentre, successivamente, vi si insediarono gli Umbri, gli Etruschi e i Celti.
Tra il 187 a.C. e il 175 a.C. i Romani, con una serie di campagne militari, conquistarono definitivamente la zona. Le popolazioni dei Liguri e dei Friniates (da qui il toponimo Frignano) vennero respinte e a volte deportate, per esempio nel Sannio. Per tutta l'età imperiale e tardo antica, la zona fu rinomata per l'allevamento di ovini e per la produzione di tessuti di qualità.
Uno dei resti di epoca romana del territorio è la fornace di Cortogno. Caduto l'impero, la zona venne prima invasa dai Goti nel V secolo, ma poi ripresa dai Bizantini, che se la contesero con i Longobardi.
Si può notare in questi secoli un deciso decadimento dell'area. Questa situazione trova conferma in una lettera di Ambrogio da Milano nel IV secolo, che, nel descrivere la regione emiliana, da lui percorsa durante una visita pastorale, lamentava lo stato di abbandono delle regioni appenniniche, un tempo fiorenti, ma ormai incolte.
La provincia "Alpes Appeninae" rimase in mano bizantina fino alle soglie del VII secolo, anche dopo il 568, quando avvenne la calata dei Longobardi in Italia, guidati dal loro re Albonio, quando consolidarono il proprio dominio nelle città dell'Emilia occidentale, tra cui Parma e Reggio. Anche se i Bizantini di Ravenna riuscirono a riconquistare per breve periodo i ducati longobardi emiliani nel 590, durante i primi anni del regno del bellicoso Agilulfo, i Longobardi respinsero di nuovo i Bizantini a oriente del Secchia e questa volta conquistarono anche l'Appennino reggiano.
Possiamo dare per certo che i Longobardi avevano possesso della zona nel 628, quando l'abate Bertulfo, che era di ritorno da Roma dove era stato inviato dal re longobardo Arioaldo per passare dalla Toscana (che all'epoca si chiamava Tuscia), scrisse che passò dal "castrum Bismantum". Il motivo è sicuramente il fatto che l'antica via romana Lucca-Parma, che dal passo Pradarena arriva poi a Bismantova, era l'unico passaggio appenninico di completo controllo longobardo, in quanto sia la Liguria sia il Frignano erano ancora sotto controllo bizantino.
I Longobardi riorganizzarono una prima forma di Stato, organizzazione che mancava dai tempi dei Romani. La popolazione tornò a crescere, dopo oltre due secoli di stagnazione, ma con dinamiche di insediamento tutte nuove, come il fenomeno delle curtis. A Bismantova, considerata allora il centro della regione, fu assegnato un "gastaldo", cioè un funzionario civile longobardo. Il gastaldato di Bismantova venne diviso in quattro curtis, tra cui quella di Malliaco (località scomparsa che sorgeva a nord-ovest di Castelnovo ne' Monti), al quale fu assegnato il territorio di Casina.
Nel 774 cadde il Regno longobardo, ad opera di Carlo Magno. In seguito, nel IX secolo, il sovrano Ludovico II donerà i territori della curtis longobarda di Malliaco al duca di Parma Suppone I. Questo genere di smembramenti, con passaggi di proprietà dalla corona a dignitari laici prima e poi ecclesiastici, sarà uno dei principali motivi della caduta dell'Impero carolingio e la nascita del feudalesimo. Nel corso del X secolo furono donati beni fiscali anche ai vescovi reggiani, che assunsero poteri non solo in città ma anche nel territorio.
In questo periodo l'ascesa della famiglia dei Canossa può essere giustificata dal fatto che il capostipite, Adalberto Atto di Canossa, fu favorito per sua fedeltà all'imperatore tedesco Ottone I durante il conflitto che lo opponeva a Berengario II (re d'Italia tra il 950 e il 961). Nel 958 Atto Adalberto acquistò sei poderi lungo la valle del Tassobbio, che gli assicurarono un corridoio di possedimenti dalla media val d'Enza al nodo stradale di Bismantova.
È nei secoli IX e X che iniziarono ad essere costruiti i primi insediamenti rurali, come Migliara, Beleo e Giandeto. Comparvero anche i primi castelli, come Sarzano, Leguigno e Paullo, quest'ultimo anche sede del potere religioso con una sua pieve. Dopo la morte di Matilde di Canossa, queste entità amministrative accettarono di entrare nella giurisdizione del comune di Reggio Emilia. Il territorio di "Cassina" viene infatti menzionato nel "Libro dei fuochi" del Comune di Reggio nel 1315.
A partire dal XIV secolo, però, diminuì l'influenza comunale e si inasprirono le lotte tra la famiglia dei Fogliani, possessori di Leguigno, Giandeto e Sarzano, e quella dei Gonzaga, regnante su Paullo e Pianzo. Dal secolo successivo, l'arrivo del dominio estense portò una relativa stabilità alla zona.
La divisione feudale dei territori, rimasta la medesima per secoli, venne travolta dal vento della Rivoluzione francese il 24 ottobre 1798, con la spartizione dei territori del futuro comune tra i cantoni di Vezzano, Carpineti e Castelnovo ne' Monti.
Ritornato nel 1815, Francesco IV d'Este soppresse i nuovi territori creati nel periodo napoleonico, ma non reinstrodusse gli antichi diritti feudali. Durante il periodo estense dell'Ottocento, i venti consiglieri comunali venivano scelti tra novanta dei cittadini di classe più elevata; da qui si può notare un modesto inizio di una maggiore democratizzazione della società.

### Storia del comune

#### XIX secolo
Casina si qualificò come comune il 4 dicembre 1859 con un decreto del dittatore dell'Emilia Luigi Carlo Farini. Era allora solo un piccolo borgo, ben più ridotto rispetto ad altri paesi vicini che in seguito divennero frazioni. Fu deciso di renderlo capoluogo del nuovo comune in quanto era un centro di comunicazione posto sull'importante strada militare Gualitieri-Aulla, presente sin dalla fine del '700.
Non sempre gli abitanti di Casina furono d'accordo con le leggi del nuovo Stato, come testimonia la protesta avvenuta per la tassa sul macinato nel 1869.
Come conseguenza del suffragio troppo ristretto (sarà censitario fino al 1912), l'amministrazione fu sempre presieduta da circa le stesse persone o, meglio, dalle stesse famiglie che si alternavano gli incarichi. Era facile stringere accordi con elettori quando nei primi decenni dopo l'unità pochissime volte superavano il centinaio in numero.
Nella seconda metà del XIX secolo a Casina, su una popolazione di circa 4344, le famiglie benestanti erano 126 sulle circa 800 totali. La superficie comunale era di 5054 ettari di cui 3159 produttivi. Si coltivava frumento, veccia, fava, granoturco e il molto usato castagno. La vite che cresceva sugli olmi produceva un vino frizzante, dissetante e con un basso grado alcolico, che i contadini chiamavano fis-ciarin.
Gran parte della popolazione femminile, oltre alle faccende casalinghe o al lavoro nei campi in aiuto agli uomini, si dedicava alla filatura della lana, della canapa e del lino. Il mercato si teneva il martedì di ogni settimana.
Varie sagre e fiere alleviavano il duro lavoro dei cittadini: a Sarzano vi era una fiera nel martedì di Pentecoste, a Pianzo nella domenica dopo San Pietro e nel giorno della SS. Trinità, a Leguigno per S. Anna, a Paullo il 20 agosto, a Giandeto e Cortogno il giorno del patrono.
Verso la fine del XIX secolo iniziarono ad arrivare importanti innovazioni tecnologiche, come la trebbiatrice e i primi caseifici, che sostituivano la produzione casalinga del latte con quella di tipo industriale.

#### XX secolo
Nel 1924, in seguito alla costruzione della centrale idroelettrica di Ligonchio, il capoluogo si dotò di energia e illuminazione elettrica, mentre le frazioni la ebbero nel '39, con alcuni gruppi di case isolate che la ottennero solo fra gli anni '50 e '60. Nel 1929 arrivò, sempre inizialmente solo nel capoluogo, l'acquedotto.
I primi anni del XX secolo furono segnati da un alto tasso di emigrazione. Furono ben 1617 i Casinesi che fecero richiesta di passaporto per l'espatrio negli anni 1901-1920, quasi un quarto della popolazione. La meta preferita era la Svizzera, in cui però l'emigrazione era stagionale; per quanto riguarda l'emigrazione permanente i paesi più scelti furono gli Stati Uniti e la Germania.
Qualche abitante di Casina partecipò alla guerra in Libia e successivamente molti furono mandati nelle trincee della prima guerra mondiale. Tra i caduti della Grande Guerra ci furono anche due consiglieri comunali: Careno Grasselli di Pianzo e Ettore Magnani di Cortogno.
Negli anni '20 arrivò il fascismo: in quegli anni erano stati eletti sindaci socialisti e il consiglio comunale venne sostituito, solo le amministrazioni della provincia che non erano socialiste vennero mantenute. Il 10 novembre 1922 avvenne lo scioglimento ufficiale del vecchio consiglio, che era stato già cacciato da due mesi.
Con l'occupazione dell'Italia da parte delle truppe nazifasciste dopo l'8 settembre 1943, anche il territorio di Casina, in virtù della sua posizione strategica sulla SS 63, si ritrovò al centro di numerose operazioni partigiane e di repressione anti-partigiana. In occasione dell'eccidio della Bettola, infatti, diversi civili residenti lungo la statale vennero trucidati dai soldati tedeschi. Tra il 21 e il 23 dicembre 1944 i nazisti trucidarono, presso la frazione di Vercallo, dodici ostaggi per rappresaglia. Il 23 aprile 1945 avvenne la liberazione e Casina riprese la vita democratica.
Nel 1957 venne aggiunta la frazione di Beleo, che prima apparteneva al comune di Ciano D'Enza.

### Simboli
Il 7 giugno 1959 viene approvato dal Comune il progetto relativo allo stemma che viene formalmente concesso assieme al gonfalone con DPR del 26 luglio 1960.
La fascia d'argento simboleggia la strada statale 63, che attraversa il capoluogo del comune e il suo comprensorio «ed è motivo di scambi commerciali e industriali dei prodotti dell'Agricoltura, cespiti di benessere per Casina», così viene giustificato dalla delibera comunale del 1959.
La stella a cinque punte ricorda le dipendenze comunali (Paullo, Leguigno, Giandeto, Cortogno e Pianzo), «il patrimonio del luogo».
Il gonfalone è un drappo partito di bianco e di azzurro e ha al centro lo stemma civico.

## Monumenti e luoghi d'interesse

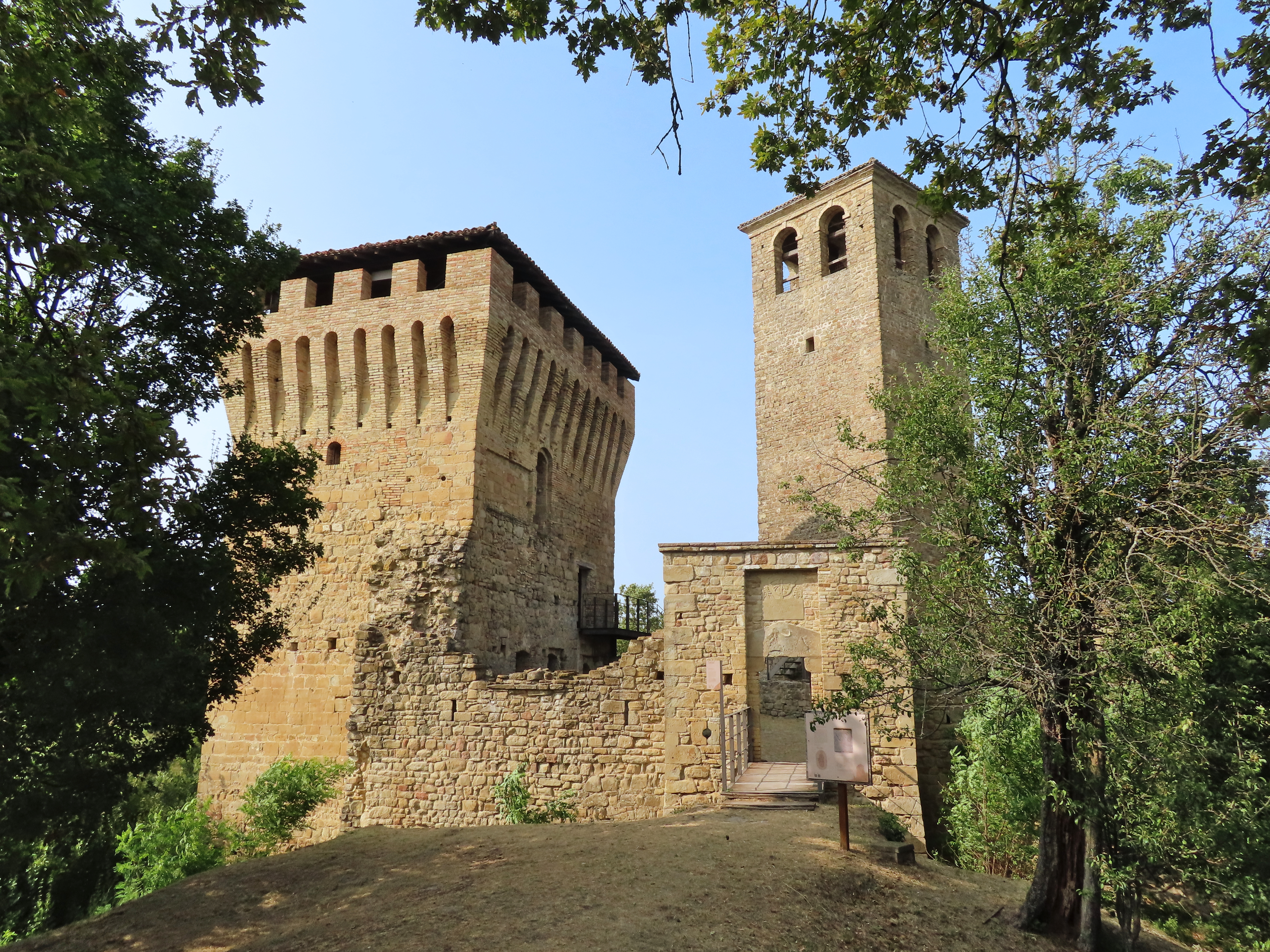
Castello di Sarzano

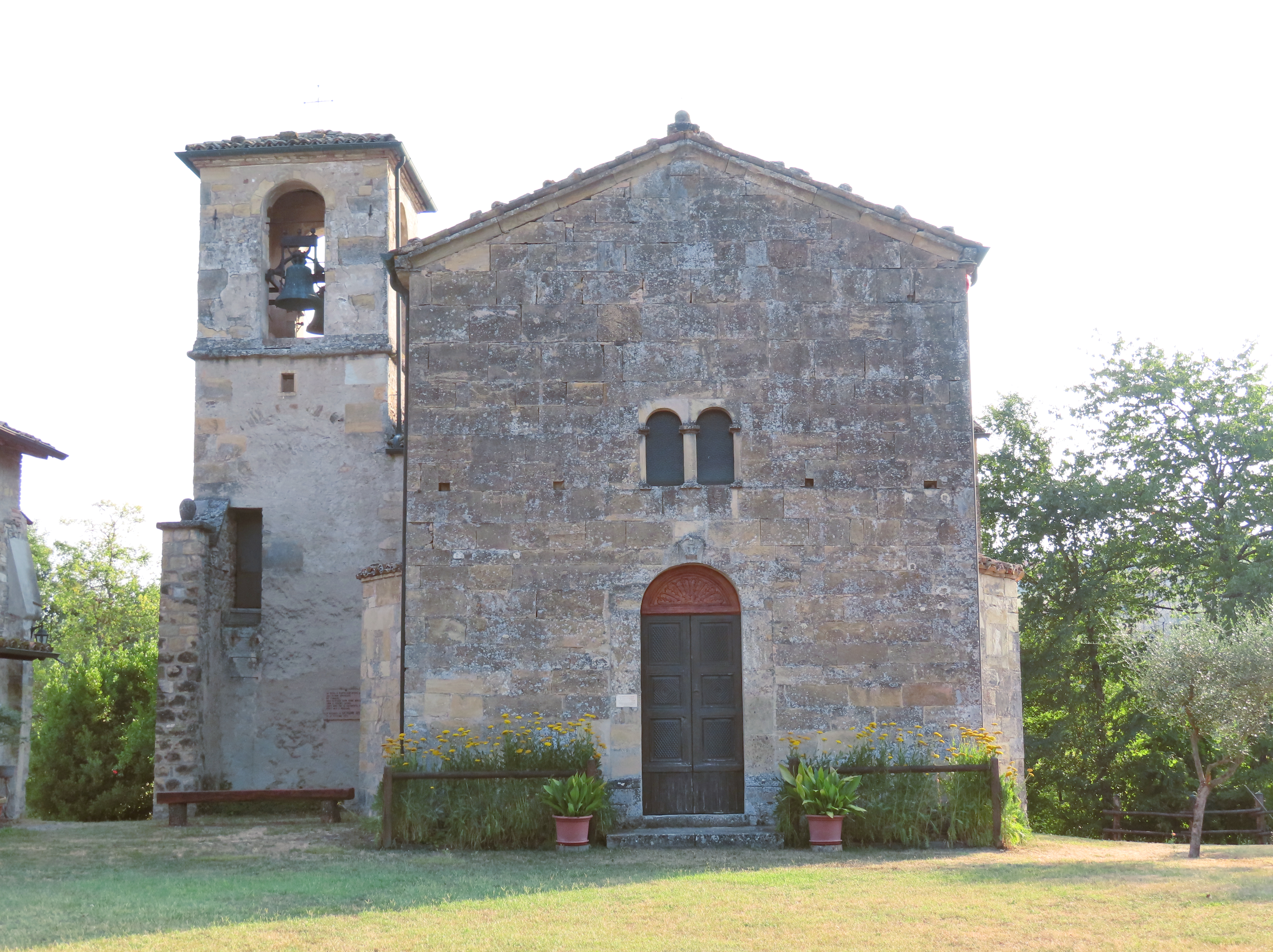
Pieve di Pianzo

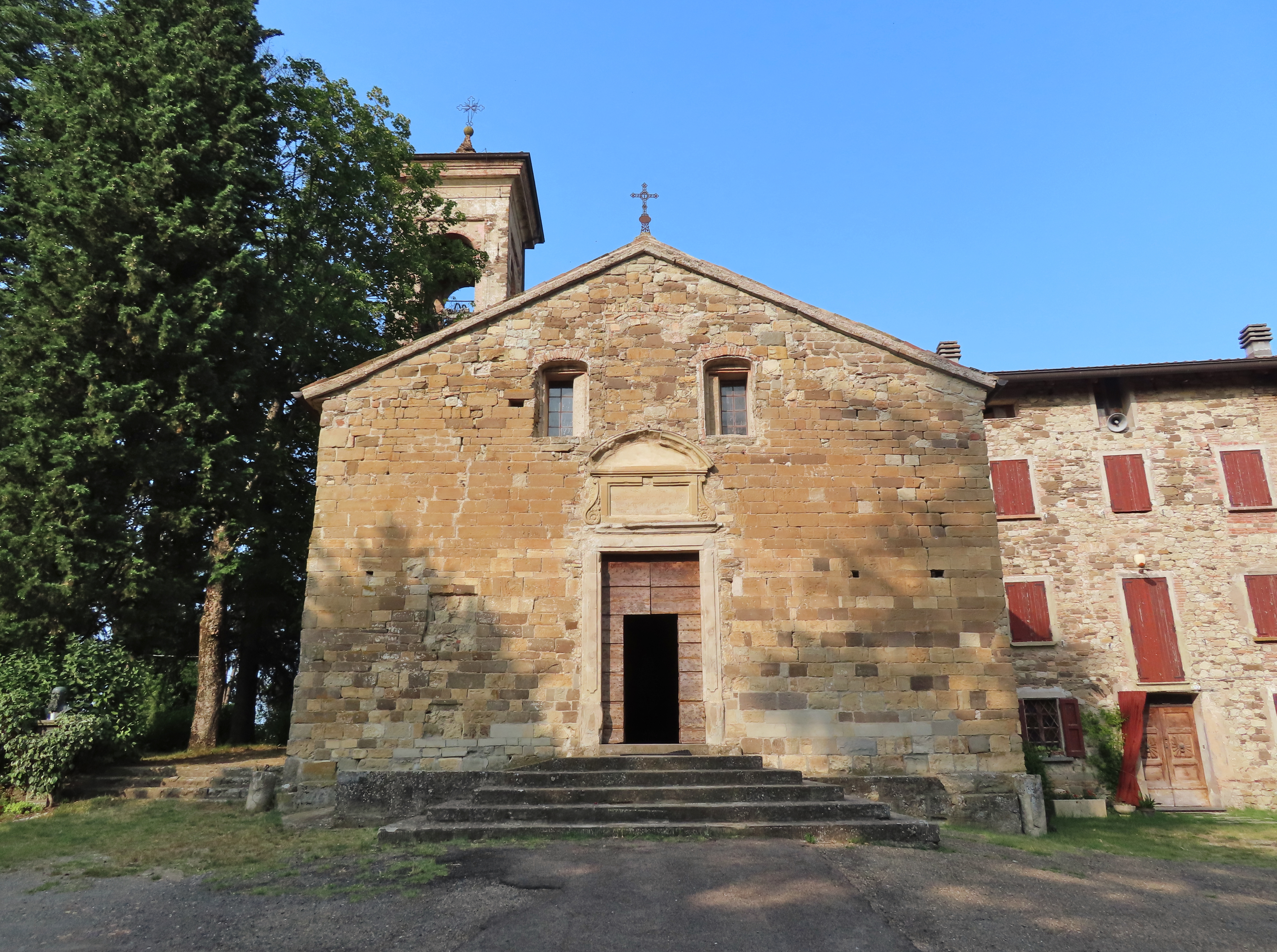
Pieve di Paullo

- Castello di Sarzano (IX secolo), il bene monumentale più importante, sito sul crinale che collega Canossa a Carpineti.
- Oratorio del Carrobbio (1742), situato alla deviazione verso il castello di Sarzano a 1 km dal capoluogo, è stato costruito a seguito del apparizione della Beata Vergine Maria a una pastorella.
- Castello di Leguigno (XIV secolo), in ottimo stato, si trova vicino al omonimo borgo medievale.
- Pieve di Pianzo (X secolo), collocata in contesto paesaggistico isolato e pittoresco, ha ricevuto vari restauri nei secoli passati e di recente.
- Oratorio di Beleo (X secolo), di struttura romanica, nel bosco intorno sono stati collocati degli steli a ricordo degli alpini caduti durante le guerre.[22]
- Pieve di Paullo (IX secolo), di struttura romanica. Recentemente restaurata, all'interno presenta capitelli originali.

### Altro
In località La Torre di Casina, lungo l'antica strada ducale Gualtieri-Aulla a 200 metri a valle dall'incrocio con la strada che porta alla rocca di Canossa, è posta dal 1948 una lapide a ricordo del passaggio degli studenti e professori toscani che combatterono al fianco di Carlo Alberto di Savoia, sui campi di Curtatone e Montanara.

## Cultura

### Biblioteche
La biblioteca comunale "Sincero Bresciani" è stata fondata nel 1980 e ora dispone di più di 15 000 volumi.
Si trova in via Marconi 7, al piano terra del centro culturale.

### Scuole
Nel territorio comunale si trovano:
- due scuole per l'infanzia e primarie: una a Casina, l'altra a Paullo.
- una scuola secondaria di primo grado a Casina.

Queste fanno parte dell'Istituto comprensivo "Giorgio Gregori" di Carpineti-Casina Archiviato il 6 gennaio 2016 in Internet Archive..

### Musei
Il museo della civiltà contadina "Corte Gherardi" ospita una collezione di oltre duemila pezzi che raccontano la vita agreste del territorio. Ha sede nel borgo di Montale.

## Economia
Il comune di Casina fa parte dell'area di produzione del Parmigiano Reggiano.
La produzione di questo rinomato formaggio riguarda l'allevamento di vacche da latte e la fabbricazione in molti caseifici del territorio. Il parmigiano reggiano di montagna si differenzia da quello di pianura per il colore giallo paglierino più intenso e dal gusto più piccante.

## Infrastrutture e trasporti
Il territorio comunale è attraversato dalla strada statale 63 del Valico del Cerreto.
È attivo un servizio di autobus per il collegamento con Reggio Emilia.

## Amministrazione
Di seguito è presentata una tabella relativa alle amministrazioni che si sono succedute in questo comune.
| Periodo          | Periodo           | Primo cittadino         | Partito                          | Carica               | Note          |
| ---------------- | ----------------- | ----------------------- | -------------------------------- | -------------------- | ------------- |
| 1804             | 1807              | Bartolomeo Marchi       |                                  | Sindaco di Sarzano   | [ 23 ] [ 24 ] |
| 1827             | 1831              | Bartolomeo Marchi       |                                  | Podestà di Carpineti | [ 24 ] [ 25 ] |
| 10 marzo 1860    | 22 marzo 1861     | Bartolomeo Grossi       |                                  | Sindaco              | [ 24 ] [ 26 ] |
| 22 marzo 1861    | 4 maggio 1861     | Giovanni Fornili        |                                  | Sindaco              | [ 24 ]        |
| 4 maggio 1861    | 20 agosto 1861    | Luigi Gentili           |                                  | Sindaco              | [ 24 ]        |
| 20 agosto 1861   | 31 luglio 1865    | Pietro Rossi            |                                  | Sindaco              | [ 24 ]        |
| 30 gennaio 1866  | 11 agosto 1867    | Pio Comastri            |                                  | Sindaco              | [ 24 ]        |
| 11 agosto 1867   | 13 luglio 1868    | Francesco Marchi        |                                  | Sindaco              | [ 24 ]        |
| 27 giugno 1869   | 28 luglio 1870    | Giuseppe Bazzani        |                                  | Sindaco              | [ 24 ]        |
| 16 gennaio 1872  | maggio 1876       | Giuseppe Bazzani        |                                  | Sindaco              | [ 24 ]        |
| 23 dicembre 1876 | maggio 1877       | Bartolomeo Grossi       |                                  | Sindaco              | [ 24 ]        |
| 4 dicembre 1878  | 23 settembre 1879 | Massimiliano Casotti    |                                  | Sindaco              | [ 24 ]        |
| 23 dicembre 1879 | 4 settembre 1883  | Massimiliano Casotti    |                                  | Sindaco              | [ 24 ]        |
| 10 agosto 1884   | 6 ottobre 1885    | Giuseppe Gregori        |                                  | Sindaco              | [ 24 ]        |
| 15 gennaio 1886  | 31 dicembre 1886  | Domenico Canali         |                                  | Sindaco              | [ 24 ]        |
| 17 marzo 1887    | 29 marzo 1888     | Domenico Canali         |                                  | Sindaco              | [ 24 ]        |
| 21 febbraio 1890 | 31 dicembre 1891  | Livio Marconi           |                                  | Sindaco              | [ 24 ]        |
| 21 febbraio 1890 | 31 dicembre 1891  | Livio Marconi           |                                  | Sindaco              | [ 24 ]        |
| 2 febbraio 1892  | 30 giugno 1895    | Saturnino Grasselli     |                                  | Sindaco              | [ 24 ]        |
| 12 giugno 1896   | 8 agosto 1899     | Gaetano Pizzarelli      |                                  | Sindaco              | [ 24 ]        |
| 8 agosto 1899    | 29 gennaio 1903   | Domenico Canali         |                                  | Sindaco              | [ 24 ]        |
| 3 marzo 1903     | 1º agosto 1905    | Pietro Giovanardi       |                                  | Sindaco              | [ 24 ]        |
| 5 settembre 1905 | 29 giugno 1921    | Prospero Serri          |                                  | Sindaco              | [ 24 ]        |
| 6 maggio 1922    | 18 agosto 1922    | Marco Marchi            |                                  | Sindaco              | [ 24 ]        |
| 18 agosto 1922   | 4 dicembre 1922   | Augusto Davolio Marani  |                                  | Sindaco              | [ 24 ] [ 27 ] |
| 4 dicembre 1922  | 20 maggio 1923    | Valentino Raffaelli     |                                  | Sindaco              | [ 24 ] [ 28 ] |
| 20 maggio 1923   | 6 aprile 1926     | Lino Gentili            |                                  | Sindaco              | [ 24 ]        |
| 6 aprile 1926    | 12 gennaio 1927   | Giovanni Giovanardi     |                                  | Sindaco              | [ 24 ]        |
| 12 gennaio 1927  | 21 aprile 1927    | Pasquale Tricomi        |                                  | Sindaco              | [ 24 ] [ 27 ] |
| 21 aprile 1927   | 21 aprile 1930    | Pietro Pietranera       |                                  | Podestà              | [ 24 ]        |
| 21 aprile 1930   | 18 maggio 1945    | Ugo Guerrieri           |                                  | Podestà              | [ 24 ] [ 27 ] |
| 18 maggio 1931   | 25 aprile 1945    | Francesco Vezzosi       |                                  | Podestà              | [ 24 ]        |
| 25 aprile 1945   | 27 maggio 1945    | Sincero Bresciani       |                                  | Sindaco              | [ 24 ] [ 29 ] |
| 27 maggio 1945   | 31 marzo 1946     | Giuseppe Pinotti        |                                  | Sindaco              | [ 24 ] [ 29 ] |
| 31 marzo 1946    | 24 giugno 1951    | Elemanio Filippi        |                                  | Sindaco              | [ 24 ]        |
| 24 giugno 1951   | 8 novembre 1953   | Bruno Domenichini       |                                  | Sindaco              | [ 24 ]        |
| 8 novembre 1953  | 7 febbraio 1965   | Pietro Rabotti          |                                  | Sindaco              | [ 24 ]        |
| 7 febbraio 1965  | 25 aprile 1969    | Aldo Gregori            |                                  | Sindaco              | [ 24 ]        |
| 25 aprile 1969   | 28 dicembre 1976  | Ido Antimidoro Ghirelli |                                  | Sindaco              | [ 24 ]        |
| 28 dicembre 1976 | 21 aprile 1978    | Ido Barchi              |                                  | Sindaco              | [ 24 ]        |
| 21 aprile 1978   | 19 febbraio 1979  | Ido Antimidoro Ghirelli |                                  | Sindaco              | [ 24 ]        |
| 19 febbraio 1979 | 1º luglio 1988    | Franco Cristofori       |                                  | Sindaco              | [ 24 ]        |
| 1º luglio 1988   | 7 giugno 1993     | Gildo Dallari           | PCI, PDS                         | Sindaco              | [ 30 ]        |
| 7 giugno 1993    | 28 aprile 1997    | Walter Vezzosi          | Democrazia Cristiana             | Sindaco              | [ 30 ]        |
| 28 aprile 1997   | 14 maggio 2001    | William Filippi         | centro-sinistra                  | Sindaco              | [ 30 ]        |
| 14 maggio 2001   | 16 maggio 2011    | Carlo Fornili           | lista civica                     | Sindaco              | [ 30 ]        |
| 16 maggio 2011   | 20 giugno 2016    | Gian Franco Rinaldi     | lista civica: Per Casina         | Sindaco              | [ 30 ]        |
| 20 giugno 2016   | in carica         | Stefano Costi           | lista civica: Casina Bene Comune | Sindaco              | [ 30 ]        |

### Gemellaggi
- Fritzlar

## Società

### Evoluzione demografica
Abitanti censiti

### Etnie e minoranze straniere
Al 31 dicembre 2017 gli stranieri residenti nel comune sono 352, pari al 7,8% della popolazione. Di seguito, sono riportati i gruppi più consistenti:
- Marocco: 105
- Albania: 46
- India: 33
- Romania: 25
- Ucraina: 18